# Eriopyga cillutincarae
Eriopyga cillutincarae är en fjärilsart som beskrevs av Hans Zerny 1916. Eriopyga cillutincarae ingår i släktet Eriopyga och familjen nattflyn. Inga underarter finns listade i Catalogue of Life.